# Orchestral Manoeuvres in the Dark
Orchestral Manoeuvres in the Dark (englisch für: Orchestrale Manöver im Dunkeln), kurz OMD oder O.M.D., ist eine britische Popband. Sie gehörte in den 1980er Jahren zu den erfolgreichen Vertretern des Synthiepops sowie der New Wave.

## Bandgeschichte

### 1978–1984: Anfänge und Erfolge als Teil der New Wave
Die britische Band wurde 1978 von Andy McCluskey (* 24. Juni 1959 in Heswall) und Paul Humphreys (* 27. Februar 1960 in London) gegründet. Auf ihrer ersten Englandtour 1978 waren sie Vorgruppe für Gary Numan. Die erste Single namens Electricity erschien 1979 bei Factory Records, produziert von Martin Hannett unter dem Pseudonym Martin Zero. 1980 erschien die erste LP Orchestral Manoeuvres in the Dark auf Dindisc. Aus dem Erstling wurden Messages (auch als 10″) und Red Frame, White Light als Singles ausgekoppelt. Gerade in diesen ersten Veröffentlichungen hörte man sehr deutlich den Einfluss von Kraftwerk. Besonders Electricity wies musikalisch, textlich und konzeptionell starke Parallelen zum Album Radioaktivität von Kraftwerk auf.
Viele der Lieder aus dem ersten Album hatten zum Repertoire ihrer Vorgängerband, The ID, gehört.
Aus dem im Herbst desselben Jahres erschienenen Folgealbum Organisation wurde die erfolgreiche Single Enola Gay ausgekoppelt. Die Erstauflage der UK-Pressung enthält unter dem Titel The Unreleased ’78 Tapes eine 7″ mit teils recht experimentellen Mitschnitten früher Live-Auftritte.
Ende 1981 folgte Architecture & Morality mit den Hits Souvenir sowie Maid of Orleans (The Waltz Joan of Arc). Letzterer erreichte Platz 4 der UK-Charts und stand in Deutschland sogar vier Wochen lang auf Platz eins – 1982 war dies die in Deutschland meistverkaufte Single-Schallplatte. Vor allem in Südostasien hielt sich der Song wochenlang in den Charts und avancierte weltweit zur meistverkauften und meistgespielten Single des Jahres 1982. Zu diesem Zeitpunkt ergänzten Martin Cooper (* 1. Oktober 1958) und Malcolm Holmes (* 28. Juli 1960) die Gruppe.
Auf den B-Seiten der Single-Auskopplungen von Architecture & Morality erschienen bereits Stücke, die in kaum veränderter Fassung auf der folgenden Langspielplatte Dazzle Ships im Frühjahr 1983 enthalten waren. Stilistisch strenger und experimenteller, blieb diesem Album der große kommerzielle Erfolg des Vorgängers versagt. Die Single-Auskopplungen Genetic Engineering und Telegraph erreichten nur mittlere Chart-Positionen. Endpunkte dieser ersten Periode von OMD bildeten in der Folge die Stücke The Avenue als B-Seite der Maxi-Single Locomotion und (The Angels Keep Turning) The Wheels of the Universe, eine einseitig bespielte Single, die Beilage einer special edition des Folge-Albums Junk Culture wurde. Dieser Misserfolg korrespondiert mit dem Erfolg gitarrenorientierter Musik, deren Protagonisten Big Country und U2 waren und die im Fall von Simple Minds (Waterfront) und Ultravox (One Small Day) und sogar bei The Human League (The Lebanon) zu einer vorübergehenden Abwendung von der Verwendung elektronischer Klangerzeuger führte. Im Übrigen wagte Dazzle Ships thematisch wie stilistisch die größte Annäherung an Kraftwerk, zu denen OMD zwischenzeitlich auch persönlichen Kontakt hatten.

### 1984–1988: Musikalische Veränderungen
Mit dem ab April 1984 verkauften Album Junk Culture führte OMD Stilelemente lateinamerikanischer Musik ein und verwendete den Fairlight-Computer, der nach frühem Einsatz bei Kate Bush, Jean-Michel Jarre, Mike Oldfield und ABC die Produktions- und Kompositionsweise elektronischer Musik radikal verändert hatte. Als weitere Band-Mitglieder waren 1984 bis 1988 die Brüder Graham und Neil Weir (The Weir Brothers) dabei, obwohl sie ursprünglich nur als Live-Verstärkung der Band vorgesehen waren.
Die Mitte 1985 veröffentlichte LP Crush wurde, nicht zuletzt auf Druck der Plattenfirma, von Stephen Hague produziert, der in den Folgejahren durch seine Zusammenarbeit mit Bands wie Pet Shop Boys, Erasure, New Order, Climie Fisher oder The Communards zu einem der bedeutendsten Popproduzenten der späten 1980er wurde. Crush wandte sich noch deutlicher von den experimentelleren Vorläufer-Alben ab und war ein weitgehend auf den Mainstream-Geschmack zugeschnittenes Album, das vor allem akustischen Instrumenten (Drums, Saxophon, Gitarren) breiteren Raum einräumte und zudem OMD-untypisch viele Liebeslieder enthielt. Mit den Singles So in Love und (vor allem in Deutschland) Secret konnten OMD gute Charterfolge erzielen und fanden auch in den USA viele Fans.
Einziger Top-10-Hit der Gruppe in den USA war If You Leave aus dem Soundtrack des Films Pretty in Pink, der dort Platz 4 in den Single-Charts erreichte.
Mit dem letzten gemeinsamen und wiederum von Stephen Hague produzierten Album The Pacific Age (1986), dessen Single (Forever) Live and Die in Deutschland mit einer Top-Ten-Platzierung erfolgreich war, zeigte OMD Ansätze zu einer Rückkehr zu experimentelleren Formen. Die Single We Love You wurde in Australien ein Hit. Der Titel Shame wurde für die Singleveröffentlichung noch einmal neu aufgenommen, fiel aber beim Publikum durch. Zu diesem Zeitpunkt konnten sich McCluskey und Humphreys nicht mehr auf einen gemeinsamen musikalischen Kurs einigen. Es folgten 1988 die letzte gemeinsame Single Dreaming und ein Best-of-Album im Frühjahr 1988. Als B-Seite wurde mit dem Stück Gravity Never Failed ein Stück aus der Zeit der Aufnahmen zu Architecture & Morality erstmals veröffentlicht.

### 1988–2005: Spaltung und McCluskeys Erfolg mitSugar Tax
Anschließend verließen Humphreys, Cooper und Holmes die Band und gründeten ein Projekt namens „The Listening Pool“ (1993) und das Label Telegraph Records, das allerdings bald insolvent wurde. 
Andy McCluskey behielt nach einem Rechtsstreit die Namensrechte an „OMD“. Er unternahm nach einer dreijährigen Pause ein Comeback unter diesem Namen, das (auch für ihn) überraschend erfolgreich war. Bei Liveauftritten wurde McCluskey von einer Band begleitet: an den Keyboards Nigel Ipinson (* Mai 1970) und Phil Coxon (* 1. Juli 1963) sowie am Schlagzeug Abe Juckes (* 7. April 1971). Das Album Sugar Tax (1991) mit den Singles Sailing on the Seven Seas, Pandora’s Box und Call My Name sowie dem Kraftwerk-Cover Neon Lights verkaufte sich so gut, dass McCluskey 1993 ein weiteres Album aufnahm: Liberator. Dessen mäßige Verkaufszahlen veranlassten ihn zu einem musikalischen Kurswechsel mit dem Album Universal (1996), dessen Single Walking on the Milky Way immerhin Platz 17 der britischen Single-Charts erobern konnte. Zwei der Stücke hatte Karl Bartos beigesteuert, für dessen Projekt „Elektric Music“ McCluskey 1993 ein Stück geschrieben und gesungen hatte. Die mageren Verkaufszahlen des Albums führten im Herbst 1998 jedoch letztlich zur Auflösung des Projekts. Im selben Jahr folgten noch ein weiteres Best-of-Album (The O.M.D. Singles) und eine Remix-Single, die allerdings nicht in Deutschland veröffentlicht wurde. Das letzte offizielle Album war Navigation (2001), eine B-Seiten-Anthologie.
Im Jahr 1997 war McCluskey an der Gründung der Gruppe Atomic Kitten beteiligt, deren Produzent er im Folgenden wurde. Paul Humphreys arbeitete zwischenzeitlich auch mit Claudia Brücken (ehemalige Sängerin von Propaganda) als Onetwo zusammen, mit der er von 2013 bis 2016 auch privat liiert war.

### Ab 2005: Neuanfang
Im Jahr 2005 kamen OMD in der Besetzung Andy McCluskey, Paul Humphreys, Malcolm Holmes und Stuart Kershaw erstmals seit Jahren wieder für einen Auftritt zusammen. Anlass war die Aufzeichnung der RTL-Sendung Die ultimative Chartshow – Die erfolgreichsten Künstler der 80er-Jahre. Dabei kündigten McCluskey und Humphreys eine erneute Zusammenarbeit an, und in einem BBC-Interview ergänzte McCluskey, dafür seien auch seine Kinder verantwortlich, die ihn immer wieder gedrängt hatten, wieder „so tolle Musik“ wie in den 1980ern zu machen.

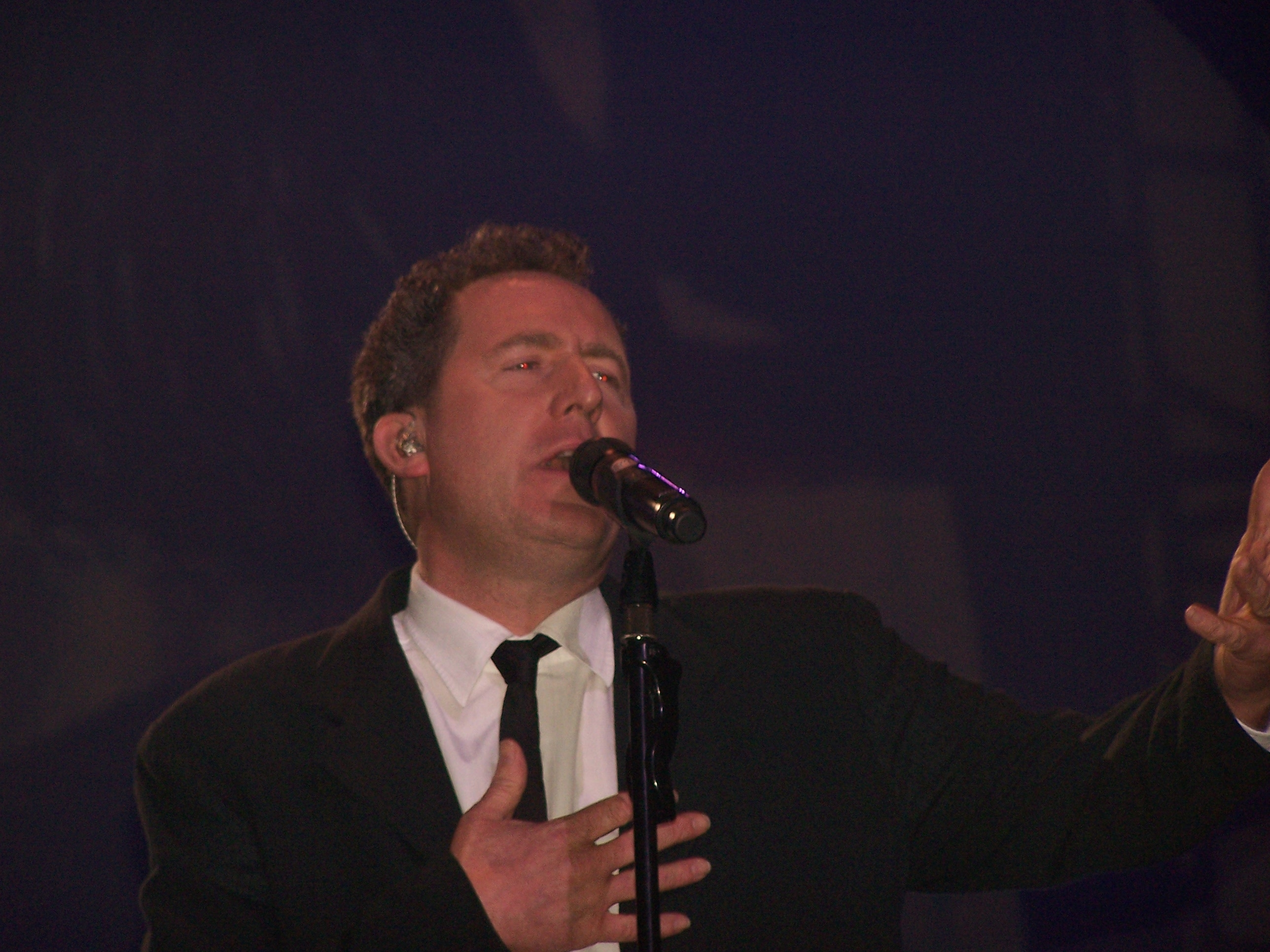
Der Sänger Andy McCluskey bei der Nokia Night of the Proms im Dezember 2006

Im Dezember 2006 waren OMD neben u. a. John Miles und Mike Oldfield zu Gast bei der Nokia Night of the Proms, die durch zwölf deutsche Städte tourte. Auf dem dazugehörigen Album gibt es zwei live gespielte Songs der Band.
Im Frühjahr 2007 führte die Band eine erfolgreiche Europa-Tournee in Originalbesetzung durch; allein in Deutschland gab sie neun Konzerte (u. a. in Hamburg, Köln, Berlin, Leipzig, München und Mainz). Dabei wurden zwei unterschiedliche Konzertprogramme aufgeführt: Unter dem Namen Architecture & Morality spielte OMD das gleichnamige Album komplett, und unter The Best of O.M.D. Hits aus allen Jahren – auch die der 1990er. Weitere geplante Tourneen im Herbst 2007 wurden wegen einer Krebserkrankung von Andy McCluskeys Ehefrau abgesagt, doch im September/Oktober 2008 tourte die Band mit der Vorgruppe China Crisis durch England.
Am 7. Dezember 2009 erschien dann die Doppel-DVD Electricity – featuring a performance of The Energy Suite, eine Aufnahme eines zweiteiligen Livekonzerts im Juni 2009, zusammen mit dem Royal Liverpool Philharmonic Orchestra. The Energy Suite enthält erstmals auch Kompositionen Andrew McCluskeys zu einem gemeinsamen Kunstprojekt mit Peter Saville und Hambi. The Energy Suite war zuvor lediglich im Rahmen einer Ausstellung in Liverpool 2008 zu hören gewesen und hatte ursprünglich nicht einem größeren Publikum zugänglich gemacht werden sollen.
Am 17. September 2010 erschien das Studioalbum History of Modern. Die erste Single If You Want It wurde eineinhalb Wochen zuvor als Download, 7″-Vinyl-Single, CD-Single und CD-Maxi veröffentlicht. McCluskey und Humphreys hatten das Album selbst produziert, arrangiert, aufgenommen und abgemischt.
Mit English Electric veröffentlichten OMD im April 2013 ihr zwölftes Studioalbum. Auch dieses hatte man zuvor schon in voller Länge als kostenloser Online-Stream anhören können. Das Album führt die bereits von Dazzle Ships bekannte Mischung aus Songs und Sound-Collagen weiter fort.
Nachdem Malcolm Holmes auf der Tournee 2013 nach einem Herzanfall nicht mehr spielen konnte und die Band den Rest der Tour durch die USA absagen musste, vertritt Stuart Kershaw ihn seitdem am Schlagzeug. Mit Stuart Kershaw produzierte Andy McCluskey auch viele der Songs aus den 1990er Jahren, darunter auch Hitsingles, wie Sailing on the Seven Seas, sowie einige Hits von Atomic Kitten, darunter auch Whole Again.
Am 1. September 2017 erschien das 13. reguläre Studioalbum The Punishment of Luxury, das das Konzept von English Electric weiter fortführt. Die ersten vier Alben von OMD, also Orchestral Manoeuvres In The Dark, Organisation, Architecture & Morality und Dazzle Ships wurden 2018 als Vinyl-Ausgabe wiederveröffentlicht. Am 27. Oktober 2023 erschien das 14. Studioalbum Bauhaus Staircase.

## Diskografie
Studioalben

| Jahr | Titel                             | Höchstplatzierung, Gesamtwochen/‑monate, AuszeichnungChartplatzierungen (Jahr, Titel, Platzierungen, Wochen/Monate, Auszeichnungen, Anmerkungen) | Höchstplatzierung, Gesamtwochen/‑monate, AuszeichnungChartplatzierungen (Jahr, Titel, Platzierungen, Wochen/Monate, Auszeichnungen, Anmerkungen) | Höchstplatzierung, Gesamtwochen/‑monate, AuszeichnungChartplatzierungen (Jahr, Titel, Platzierungen, Wochen/Monate, Auszeichnungen, Anmerkungen) | Höchstplatzierung, Gesamtwochen/‑monate, AuszeichnungChartplatzierungen (Jahr, Titel, Platzierungen, Wochen/Monate, Auszeichnungen, Anmerkungen) | Höchstplatzierung, Gesamtwochen/‑monate, AuszeichnungChartplatzierungen (Jahr, Titel, Platzierungen, Wochen/Monate, Auszeichnungen, Anmerkungen) | Anmerkungen |
| Jahr | Titel                             | DE | AT | CH | UK | US | Anmerkungen |
| ---- | --------------------------------- | --- | --- | --- | --- | --- | --- |
| 1980 | Orchestral Manoeuvres in the Dark | — | — | — | UK27 Gold · (28 Wo.)UK | — | Erstveröffentlichung: 22. Februar 1980 Verkäufe: + 100.000                                                                                              |
| 1980 | Organisation                      | — | — | — | UK6 Gold · (25 Wo.)UK | — | Erstveröffentlichung: 24. Oktober 1980 Verkäufe: + 100.000                                                                                              |
| 1981 | Architecture & Morality           | DE8 (27 Wo.)DE | AT16 (½ Mt.)AT | — | UK3 Platin · (39 Wo.)UK | US144 (12 Wo.)US | Erstveröffentlichung: 8. November 1981 Verkäufe: + 450.000                                                                                              |
| 1983 | Dazzle Ships                      | DE11 (24 Wo.)DE | — | — | UK5 Gold · (14 Wo.)UK | US162 (6 Wo.)US | Erstveröffentlichung: 4. März 1983 Wiederveröffentlichung: 31. März 2023 (40th Anniversary Edition) Verkäufe: + 100.000 in UK 2023 1 Woche auf Platz 59 |
| 1984 | Junk Culture                      | DE32 (20 Wo.)DE | — | CH28 (1 Wo.)CH | UK9 Gold · (28 Wo.)UK | US182 (6 Wo.)US | Erstveröffentlichung: 30. April 1984 Verkäufe: + 100.000                                                                                                |
| 1985 | Crush                             | DE23 (19 Wo.)DE | — | — | UK13 Silber · (12 Wo.)UK | US38 (53 Wo.)US | Erstveröffentlichung: 17. Juni 1985 Verkäufe: + 110.000                                                                                                 |
| 1986 | The Pacific Age                   | DE15 (10 Wo.)DE | — | CH20 (5 Wo.)CH | UK15 Silber · (7 Wo.)UK | US47 (23 Wo.)US | Erstveröffentlichung: 29. September 1986 Verkäufe: + 160.000                                                                                            |
| 1991 | Sugar Tax                         | DE8 Platin · (56 Wo.)DE | AT5 Gold · (14 Wo.)AT | CH14 (23 Wo.)CH | UK3 Platin · (29 Wo.)UK | — | Erstveröffentlichung: 7. Mai 1991 Verkäufe: + 600.000                                                                                                   |
| 1993 | Liberator                         | DE17 (20 Wo.)DE | — | CH32 (4 Wo.)CH | UK14 (6 Wo.)UK | US169 (1 Wo.)US | Erstveröffentlichung: 14. Juni 1993 |
| 1996 | Universal                         | DE39 (8 Wo.)DE | AT21 (10 Wo.)AT | CH28 (4 Wo.)CH | UK24 (3 Wo.)UK | — | Erstveröffentlichung: 2. September 1996 |
| 2010 | History of Modern                 | DE5 (9 Wo.)DE | AT36 (1 Wo.)AT | CH63 (1 Wo.)CH | UK28 (1 Wo.)UK | — | Erstveröffentlichung: 17. September 2010 |
| 2013 | English Electric                  | DE10 (4 Wo.)DE | AT68 (1 Wo.)AT | CH46 (2 Wo.)CH | UK12 (3 Wo.)UK | — | Erstveröffentlichung: 5. April 2013 |
| 2017 | The Punishment of Luxury          | DE9 (3 Wo.)DE | AT28 (1 Wo.)AT | CH44 (1 Wo.)CH | UK4 (2 Wo.)UK | — | Erstveröffentlichung: 1. September 2017 |
| 2023 | Bauhaus Staircase                 | DE7 (3 Wo.)DE | AT28 (1 Wo.)AT | CH38 (2 Wo.)CH | UK2 (2 Wo.)UK | — | Erstveröffentlichung: 27. Oktober 2023 |

grau schraffiert: keine Chartdaten aus diesem Jahr verfügbar

## Auszeichnungen
RSH-Gold
- 1992: in der Kategorie „Kraftrille des Jahres“
- 1994: in der Kategorie „Ohrwurm des Jahres“